# Al Roker
Albert Lincoln "Al" Roker, Jr. (Queens, 20 de Agosto de 1954) é um meteorologista, actor e autor de livros norte-americano. Ele é muito conhecido por ser o apresentador do programa matinal diário The Today Show, transmitido pela rede de televisão National Broadcasting Company (NBC). A partir da segunda-feira, 20 de Julho de 2009, ele começou a co-apresentar o seu programa matinal, Wake Up with Al, no The Weather Channel, que é transmitido nos dias úteis das 5h30min até às 7h00, uma hora e meia antes do The Today Show.

## Filmografia
- 1990: Another World
- 1993: Seinfeld
- 1994: Reading Rainbow
- 1994: Mad About You
- 1996: NewsRadio
- 1997: The Single Guy
- 1997: Men in Black
- 1998: Superman: The Animated Series
- 1998: Quest for Camelot
- 1998: Saturday Night Live
- 1999: Space Ghost Coast to Coast
- 2000: Will & Grace
- 2001: Sesame Street
- 2003: Freedom: A History of Us
- 2003: The Proud Family
- 2003: Wholey Moses
- 2003: Cyberchase
- 2004: The Proud Family
- 2005: Robots
- 2007: 30 Rock
- 2007: Saturday Night Live
- 2008: Madagascar: Escape 2 Africa
- 2009: Cloudy with a Chance of Meatballs
- 2011: WordGirl
- 2011: The Big Year
- 2012: The Pirates! Band of Misfits!
- 2012: Treme
- 2012: 30 Rock
- 2012: The Simpsons
- 2013: Cloudy with a Chance of Meatballs 2

### Romances de Billy Blessing
- 2009: The Morning Show Murders. Co-autor: Dick Lochte. ISBN 0-385-34368-X.
- 2010: The Midnight Show Murders. Co-autor: Dick Lochte; nomeado ao 2011 Nero Award. ISBN 0-385-34369-8.
- 2011: The Talk Show Murders. Co-autor: Dick Lochte. ISBN 0-385-34370-1.